# Rama (miasto biblijne)
Rama (hebr. רָמָה), Ramataim-Cofim, Arymatea – miasto biblijne, należące według Księgi Jozuego (Joz 18,25) do pokolenia Beniamina.
Dokładna lokalizacja Ramy jest niepewna. Położona była na Wyżynie Judejskiej nieopodal Lod. Zgodnie z przekazem 1 Księgi Samuela (1Sm 22,6) w sąsiedztwie Ramy znajdowały się Geba i Gibeon, zaś Księga Nehemiasza (Ne 11,33) dodatkowo precyzuje położenie miasta na tereny pomiędzy Chacor i Gittaim. Euzebiusz z Cezarei w Onomasticonie wzmiankuje o tym, że Rama blisko sąsiadowała z Lod, gdzie mieszkał Józef z Arymatei. Później położenie Ramy wskazywano na Rentis, zlokalizowanym około 13 km na północny wschód od Liddy (Lod).
Na początku IX wieku p.n.e. miasto zostało umocnione przez Baszę, o czym wzmiankuje 1 Księga Królewska (1 Krl 15,17), zaś jeden z jego następców, Asa, według tejże księgi (1 Krl 15,22) polecił rozebrać fortyfikacje Ramy i wykorzystać kamienie na wzniesienie Geba i Mispy. Na przełomie VII–VI wieku p.n.e., w okresie podbojów babilońskich, dowódca Nabuchodonozora II, Nebuzaradan, według Księgi Jeremiasza (Jr 40,1) spędził ludność żydowską do Rama przed wyprowadzeniem jej do niewoli. Po skończeniu niewoli babilońskiej Rama, jak przekazuje Księga Nehemiasza (Ne 11,33) została odbudowana. Prawdopodobnie w II–I wieku p.n.e. Rama weszła w skład ziem, które zostały nadane Machabeuszom przez Seleucydów.